# Lisa Emmert
Lisa Emmert (18 de octubre de 1995) es una deportista estadounidense que compite en tiro, en la modalidad de pistola. En los Juegos Panamericanos de 2023 obtuvo una medalla de bronce en la prueba de pistola 10 m mixto.

## Palmarés internacional
| Juegos Panamericanos | Juegos Panamericanos | Juegos Panamericanos | Juegos Panamericanos |
| Año                  | Lugar                | Medalla              | Prueba               |
| -------------------- | -------------------- | -------------------- | -------------------- |
| 2023                 | Santiago (Chile)     | Medalla de bronce    | Pistola 10 m mixto   |